# Торси (Сона и Луара)
Торси (фр. Torcy (Saona i Loira)) — коммуна и город в французском департаменте Сона и Луара, регион Бургундия.

## География
Торси находится на берегах реки Бурбенса и озера Этан-Ледюк. Соседствует с коммунами Ле-Крезо на севере, Ле-Брёйль на северо-востоке, Экюссе на востоке, Сен-Эвсеб на юге и Моншане на западе и северо-западе. Административно Торси входит в кантон Монсени округа Отён. 

## Достопримечательности
- Замок Торси, с 1991/1992 года внесён в список Исторических памятников Франции

## Галерея
Замок Торси